# Нивки (Брагинский район)
Нивки (бел. Ніўкі) — упразднённый посёлок в Новоиолченском сельсовете Брагинского района Гомельской области Беларуси.

## География

### Расположение
В 37 км на юго-восток от Брагина, 5 км от железнодорожной станции Иолча (на линии Овруч — Полтава), 156 км от Гомеля.

## Транспортная сеть
Транспортные связи по просёлочной, затем автомобильной дороге Комарин — Брагин.
Здания деревянные.

## История
Основан в начале 1920-х годов переселенцами из соседних деревень на бывших помещичьих землях. В 1931 году организован колхоз. Во время Великой Отечественной войны в боях за освобождение посёлка 28 сентября 1943 года отличившимся начальнику штаба кавалерийского полка капитану А. В. Красикову, санинструктору И. М. Петлюку, рядовому Р. Ф. Нагорному присвоено звание Героя Советского Союза. В составе совхоза «Красное» (центр — деревня Красное).
С 29 ноября 2005 года исключён из данных по учёту административно-территориальных и территориальных единиц.

## Население

### Численность
- 2005 год — жителей нет

### Динамика
- 2004 год — 1 хозяйство, 1 житель
- 2005 год — жителей нет